# 谢季谢农村居民点
谢季谢农村居民点（俄语：Сетищенское сельское поселение）是俄罗斯联邦别尔哥罗德州克拉斯诺耶区所属的一个农村居民点。其下辖有1个居民点，行政中心为谢季谢。据2016年统计，该农村居民点的人口为882人。